# Gleichschaltung
Gleichschaltung ( ujednačenje, koordinacija, poravnanje, stavljanje u red) pojam je koji dolazi iz nacionalsocijalističke terminologije. Riječ je nastala 1933., tijekom procesa ujedinjenja cijelog društvenog (javnog i privatnog) političkog života u fazi osvajanja vlasti u Njemačkoj. Cilj je bio ukidanje pluralizma u državi i društvu, stvaranje jednoumlja u društvu kroz usmjeravanje i nadzor mišljenja.
Nakon 1945. pojam se ponekad rabi za opis situacija kada određeni režim ili stranka na vlasti preuzima primjerice javnu upravu, sudstvo i masovne medije pod nadzor.

## Vanjske poveznice
- Žarko Puhovski, U obranu fašizma (kao pojma, dakako)  Arhivirana inačica izvorne stranice od 28. rujna 2013. (Wayback Machine)